# História do anime
A história do anime pode ser rastreada até o início do século XX, com os primeiros filmes verificáveis datando de 1907. Antes do advento do cinema, o Japão já tinha uma rica tradição de entretenimento com figuras coloridas pintadas movendo-se pela projeção. tela em utsushi-e (写し絵), um tipo específico de show de lanterna mágica japonês popular no século XIX. Possivelmente inspirados em shows de fantasmagoria europeus, os showmen utsushi-e usaram diapositivos mecânicos e desenvolveram projetores de madeira leves (furo) que eram portáteis para que vários artistas pudessem controlar os movimentos de diferentes figuras projetadas.
A segunda geração de animadores no final da década de 1910 incluiu Oten Shimokawa, Jun'ichi Kōuchi e Seitaro Kitayama, comumente referidos como os "pais" do anime. Filmes de propaganda, como Momotarō no Umiwashi (1943) e Momotarō: Umi no Shinpei (1945), sendo este último o primeiro longa-metragem de anime, foram feitos durante a Segunda Guerra Mundial. Durante a década de 1970, o anime se desenvolveu ainda mais, com a inspiração dos animadores da Disney, separando-se de suas raízes ocidentais e desenvolvendo gêneros distintos, como o mecha e seu subgênero super robô. Shows típicos deste período incluem Astro Boy, Lupin III e Mazinger Z. Durante este período vários cineastas tornaram-se famosos, especialmente Hayao Miyazaki e Mamoru Oshii.
Na década de 1980, o anime se tornou mainstream no Japão, experimentando um boom na produção com o aumento da popularidade de animes como Gundam, Macross, Dragon Ball e gêneros como robô real, ópera espacial e cyberpunk. Space Battleship Yamato e The Super Dimension Fortress Macross também alcançaram sucesso mundial depois de serem adaptados respectivamente como Star Blazers e Robotech.
O filme Akira bateu recordes em 1988 para os custos de produção de um filme de anime e se tornou um sucesso internacional. Mais tarde, em 2004, os mesmos criadores produziram Steamboy, que assumiu como o filme de anime mais caro. A Viagem de Chihiro dividiu o primeiro prêmio no Festival Internacional de Cinema de Berlim de 2002 e ganhou o Óscar de Melhor Animação em 2003, enquanto Inosensu: Kôkaku kidôtai foi apresentado no Festival de Cannes de 2004.

## Precursores
Antes do cinema, o Japão já possuía diversas formas de entretenimento baseadas em narrativas e imagens. Emakimono e kagee são considerados precursores da animação japonesa. Emakimono era comum no século XI. Contadores de histórias itinerantes narravam lendas e anedotas enquanto o emakimono se desenrolava da direita para a esquerda em ordem cronológica, como um panorama em movimento. Kagee era popular durante o período Edo e originou-se do teatro de sombras da China. As lanternas mágicas da Holanda também eram populares no século XVIII. O teatro de papel chamado Kamishibai surgiu no século XII e permaneceu popular no teatro de rua até a década de 1930. Bonecos do teatro bunraku e gravuras ukiyo-e são considerados ancestrais dos personagens da maioria das animações japonesas. Finalmente, os mangás foram uma forte inspiração para a animação japonesa. Os cartunistas Kitzawa Rakuten e Okamoto Ippei usaram elementos de filme em suas tiras no início do século.

## Origens do anime (início de 1900–1922)
De acordo com Natsuki Matsumoto, o primeiro filme de animação produzido no Japão pode ter surgido já em 1907. Conhecido como Katsudō Shashin (活動写真, "Foto de Atividade"), por sua representação de um menino em um traje de marinheiro desenhando os personagens para katsudō shashin, o filme foi encontrado pela primeira vez em 2005. Ele consiste em cinquenta quadros estampados diretamente em uma tira de celuloide. Essa afirmação não foi verificada e antecede a primeira exibição conhecida de filmes de animação no Japão. A data e o primeiro filme exibido publicamente são outra fonte de discórdia: embora nenhuma animação produzida no Japão seja definitivamente conhecida antes de 1916, existe a possibilidade de que outros filmes tenham entrado no Japão e que nenhum registro conhecido tenha surgido para provar uma exibição anterior a 1912. Títulos de filmes surgiram ao longo dos anos, mas nenhum foi comprovado como anterior a este ano. Sabe-se que a primeira animação estrangeira foi encontrada no Japão em 1910, mas não está claro se o filme já foi exibido em um cinema ou exibido publicamente. Yasushi Watanabe encontrou um filme conhecido como Fushigi no Bōrudo (不思議のボールド, "Miracle Board") nos registros da empresa Yoshizawa Shōten (吉沢商店). A descrição combina com Humorous Phases of Funny Faces, de James Blackton, embora o consenso acadêmico sobre se este é ou não um verdadeiro filme de animação seja contestado. De acordo com Kyokko Yoshiyama, o primeiro filme de animação chamado Nippāru no Henkei (ニッパールの変形, "A Transformação de Nippāru") foi exibido no Japão no Asakusa Teikokukan (浅草帝国館) em Tóquio em algum momento de 1912. No entanto, Yoshiyama não se referiu ao filme como "animação". O primeiro filme de animação confirmado exibido no Japão foi Les Exploits de Feu Follet de Émile Cohl em 15 de maio de 1912. Embora especulações e outros "filmes de truques" tenham sido encontrados no Japão, é o primeiro relato registrado de uma exibição pública de um filme de animação bidimensional no cinema japonês. Durante esse período, as animações alemãs comercializadas para lançamento doméstico foram distribuídas no Japão. Em 1914, desenhos animados americanos e europeus foram introduzidos no Japão, inspirando criadores japoneses como Junichi Kouchi e Seitaro Kitayama, ambos considerados os "pais do anime".
O pioneiro “Namakura Gatana” deu início a uma jornada que culminaria na indústria robusta de anime que conhecemos hoje. Este curta-metragem humorístico, criado pelo diretor Jun’ichi Kōuchi, é reconhecido como um marco crucial na história do anime, estabelecendo as bases para a evolução subsequente desse gênero de entretenimento. Poucas animações completas feitas durante os primórdios da animação japonesa sobreviveram. Os motivos variam, mas muitos são de natureza comercial. Após a execução dos clipes, as bobinas (propriedade dos cinemas) eram vendidas para salas menores do país e depois desmontadas e vendidas em tiras ou quadros avulsos. O primeiro anime que foi produzido no Japão, Namakura Gatana (Espada Cega), foi feito em algum momento de 1917, mas lá se discute qual título foi o primeiro a receber essa honra. Foi confirmado que Dekobō Shingachō: Meian no Shippai (凸坊新画帳・名案の失敗, "Novo Livro de Imagens Esburacado: Fracasso de um Grande Plano") foi feito em algum momento de fevereiro de 1917. Pelo menos dois títulos não confirmados foram relatados como tendo sido feitos no mês anterior.
Os primeiros curtas-metragens de anime foram feitos por três figuras importantes da indústria. Oten Shimokawa foi um caricaturista político e cartunista que trabalhou para a revista Tokyo Puck. Ele foi contratado pela Tenkatsu para fazer uma animação para eles. Por motivos médicos, ele só conseguiu fazer cinco filmes, incluindo Imokawa Mukuzo Genkanban no Maki (1917), antes de retornar ao seu trabalho anterior como cartunista. Outro animador de destaque neste período foi Jun'ichi Kōuchi. Ele era um caricaturista e pintor, que também estudou pintura em aquarela. Em 1912, ele também entrou no setor de cartunistas e foi contratado para uma animação por Kobayashi Shokai no final de 1916. Ele é visto como o animador japonês tecnicamente mais avançado da década de 1910. Suas obras incluem cerca de quinze filmes. O terceiro foi Seitaro Kitayama, um dos primeiros animadores que fazia animações por conta própria e não era contratado por grandes corporações. Ele finalmente fundou seu próprio estúdio de animação, o Kitayama Eiga Seisakujo, que mais tarde foi fechado devido à falta de sucesso comercial. Ele utilizou a técnica do quadro-negro e, posteriormente, a animação em papel, com e sem fundos pré-impressos. No entanto, as obras desses pioneiros foram destruídas após o grande sismo de Kantō de 1923. As obras destes dois últimos pioneiros incluem Namakura Gatana ("Uma Espada Obtusa", 1917) e o filme Urashima Tarō, de 1918, que se acredita terem sido descobertos juntos em um mercado de antiguidades em 2007. No entanto, este Urashima Tarō foi mais tarde provado ser um filme diferente da mesma história do que o de 1918 de Kitayama, que, em outubro de 2017, permanece desconhecido.

## Produções pré-guerra (1923–1939)
Yasuji Murata, Hakuzan Kimura, Sanae Yamamoto e Noburō Ōfuji foram alunos de Kitayama Seitaro e trabalharam em seu estúdio de cinema. Kenzō Masaoka, outro animador importante, trabalhou em um estúdio de animação menor. Muitos dos primeiros filmes de animação japoneses foram perdidos após o sismo de Tóquio em 1923, incluindo a destruição da maior parte do estúdio de Kitayama, com artistas tentando incorporar motivos e histórias tradicionais em uma nova forma.
Os animadores do pré-guerra enfrentaram várias dificuldades. Primeiro, eles tiveram que competir com produtores estrangeiros, como a Disney, que eram influentes tanto no público quanto nos produtores. Filmes estrangeiros já haviam lucrado no exterior e podiam ser vendidos a menos no mercado japonês, com preços mais baixos do que os produtores domésticos precisavam para se equilibrar.  Os animadores japoneses tiveram assim que trabalhar barato, em pequenas empresas com apenas um punhado de funcionários, o que dificultou a concorrência em termos de qualidade com o produto estrangeiro que era colorido, com som e promovido por muitos empresas maiores. Até meados da década de 1930, a animação japonesa geralmente usava animação de recortes em vez de animação cel porque o celuloide era muito caro. Isso resultou em uma animação que poderia parecer derivada, plana (já que o movimento para frente e para trás era difícil) e sem detalhes. Mas assim como os animadores japoneses do pós-guerra foram capazes de transformar a animação limitada em uma vantagem, mestres como Yasuji Murata e Noburō Ōfuji foram capazes de realizar maravilhas que eles fizeram com animação de recortes.
Animadores como Kenzo Masaoka e Mitsuyo Seo, no entanto, tentaram trazer a animação japonesa ao nível do trabalho estrangeiro, introduzindo animação cel, som e tecnologia como a câmera multiplano. Masaoka criou o primeiro anime falado, Chikara to Onna no Yo no Naka, lançado em 1933, e o primeiro anime feito inteiramente usando animação cel, The Dance of the Chagamas (1934). Seo foi o primeiro a usar a câmera multiplano em Ari-chan em 1941.
Tais inovações, no entanto, eram difíceis de apoiar puramente comercialmente, então a animação pré-guerra dependia consideravelmente de patrocínio, já que os animadores muitas vezes se concentravam em fazer filmes de relações públicas para empresas, filmes educacionais para o governo e, eventualmente, trabalhos de propaganda para os militares. Durante este tempo, a censura e os regulamentos escolares desencorajavam a visualização de filmes por crianças, então animes que poderiam ter valor educacional eram apoiados e encorajados pelo Monbusho (Ministério da Educação). Isso se mostrou importante para os produtores que enfrentaram obstáculos ao lançar seus trabalhos em cinemas regulares. A animação havia encontrado um lugar no uso escolar, político e industrial.

## Durante a Segunda Guerra Mundial
Na década de 1930, o governo japonês começou a impor o nacionalismo cultural. Isso também leva à censura e controle estritos da mídia publicada. Muitos animadores foram instados a produzir animações que reforçassem o espírito japonês e a afiliação nacional. Alguns filmes foram exibidos em cinejornais, especialmente depois que a Lei do Cinema de 1939 promoveu documentários e outros filmes educativos. Esse apoio ajudou a impulsionar a indústria, à medida que empresas maiores se formaram por meio de fusões e levaram grandes estúdios de ação ao vivo, como Shochiku, a começar a produzir animação. Foi em Shochiku que obras-primas como Kumo to Chūrippu, de Kenzō Masaoka, foram produzidas. A reorganização da indústria durante a guerra, no entanto, fundiu os estúdios de longa-metragem em três grandes empresas.
Durante a Segunda Guerra Mundial, mais filmes animados foram encomendados pelo Exército Imperial Japonês, mostrando o astuto e rápido povo japonês vencendo as forças inimigas. Isso incluiu filmes como Momotarō: Umi no Shinpei or Momotarō’s Divine Sea Warriors, de Momotaro, que se concentrava na ocupação japonesa da Ásia.

## Ambiente pós-guerra
Nos anos do pós-guerra, a mídia japonesa foi muitas vezes influenciada pelos Estados Unidos, levando alguns a definir anime como qualquer animação emanada do Japão após 1945.:5 Enquanto anime e mangá começaram a florescer na década de 1940 e 1950, com filmes estrangeiros (e layouts de cartunistas americanos), influenciando pessoas como Osamu Tezuka.
Na década de 1950, os estúdios de anime começaram a aparecer em todo o Japão. Hiroshi Takahata comprou um estúdio chamado Japan Animated Films em 1948, renomeando-o para Tōei Dōga, com a ambição de se tornar "a Disney do Oriente". Enquanto estava lá, Takahata conheceu outros animadores como Yasuji Mori, que dirigiu Doodling Kitty, em maio de 1957. No entanto, para o público japonês, não foi até o lançamento de Panda and the Magic Serpent em outubro de 1958 que o Japão entrou no mundo da animação profissional. Enquanto os animadores começaram a experimentar seus próprios estilos, usando técnicas ocidentais, Osamu Tezuka começou a desenhar mangá shōnen como Rob no Kishi, que mais tarde se tornou A Princesa e o Cavaleiro, tentando atrair leitores do sexo feminino, ao mesmo tempo em que foi pioneiro em mangás shōjo.

## Toei Animation e Mushi Production
A Toei Animation e Mushi Production foi fundada e produziu o primeiro longa-metragem de anime colorido em 1958, Hakujaden (A Lenda da Serpente Branca, 1958). Foi lançado nos EUA em 1961, assim como Panda e a Serpente Mágica. Após o sucesso do projeto, a Toei lançou uma nova animação de longa-metragem anualmente.:101
O estilo de Toei foi caracterizado por uma ênfase em cada animador trazendo suas próprias ideias para a produção. O exemplo mais extremo disso é o filme Hórus: Príncipe do Sol (1968), de Isao Takahata. Hórus é muitas vezes visto como a primeira grande ruptura com o estilo normal de anime e o início de um movimento posterior de "anime progressivo" ou "autorístico" que acabaria envolvendo diretores como Hayao Miyazaki (criador de A Viagem de Chihiro) e Mamoru Oshii.
Uma grande contribuição do estilo da Toei para o anime moderno foi o desenvolvimento do "money shot". Esse método de animação de corte de custos permite que a ênfase seja colocada em tomadas importantes, animando-as com mais detalhes do que o resto do trabalho (que geralmente seria uma animação limitada). O animador da Toei Yasuo Ōtsuka começou a experimentar esse estilo e o desenvolveu ainda mais quando entrou na televisão. Na década de 1980, a Toei mais tarde emprestaria seu talento para empresas como Sunbow Productions, Marvel Productions, DiC Entertainment, Murakami-Wolf-Swenson, Ruby Spears e Hanna Barbera, produzindo vários desenhos animados para a América durante este período. Outros estúdios, como a TMS Entertainment, também estavam sendo usados na década de 1980, o que levou os estúdios asiáticos a serem usados com mais frequência para animar produções estrangeiras, mas as empresas envolvidas ainda produziam anime para seu Japão natal.
Osamu Tezuka fundou a Mushi Production em 1961, depois que o contrato de Tezuka com a Toei Animation expirou. O estúdio foi pioneiro na animação de TV no Japão e foi responsável por séries de TV de sucesso como Astro Boy, Kimba, o Leão Branco, Gokū no Daibōken e A Princesa e o Cavaleiro.
A Mushi Production também produziu o primeiro anime a ser transmitido nos Estados Unidos (na NBC em 1963), embora Osamu Tezuka se queixasse das restrições na televisão americana e das alterações necessárias para a transmissão.

## Década de 1960
Na década de 1960, o estilo único de anime japonês começou a se formar, com personagens de olhos grandes, boca grande e cabeça grande. O primeiro filme de anime a ser transmitido foi Mittsu no Hanashi, em 1960. O ano de 1961 viu a estreia da primeira série animada de televisão do Japão, Otogi Manga Calendar, embora não consistisse inteiramente em animação.:90 Astro Boy, criado por Osamu Tezuka, estreou na Fuji TV em 1 de janeiro de 1963.  Tornou-se o primeiro anime exibido amplamente para o público ocidental, especialmente para os Estados Unidos,:31 tornando-se relativamente popular e influenciando a cultura popular americana, com empresas americanas adquirindo vários títulos de produtores japoneses.:95 Astro Boy foi altamente influente para outros animes na década de 1960, e foi seguido por um grande número de animes sobre robôs ou espaço. Enquanto Tezuka lançou muitos outros programas animados, como Jungle Emperor Leo, o anime decolou, os estúdios o viram como um sucesso comercial, mesmo que nenhum novo programa do Japão tenha sido exibido nas principais mídias de transmissão dos EUA do final dos anos 1960 até o final dos anos 1970.:33 A década de 1960 também trouxe anime para a televisão e na América.
O ano de 1963 apresentou Sennin Buraku como o primeiro anime de "horário nobre" e a primeira série de televisão de anime da Toei Doga, Ōkami Shōnen Ken. Mushi Pro continuou a produzir mais animes de televisão e obteve sucesso com títulos como Jungle Taitei em 1965. O que é conhecido como o primeiro anime de garotas mágicas, Sally, a Bruxita, começou a ser transmitido em 1966. O anime original de Speed Racer começou em 1967 e foi trazido para o Ocidente com grande sucesso. Ao mesmo tempo, uma adaptação em anime de A Princesa e o Cavaleiro de Tezuka foi ao ar, tornando-o um dos poucos animes shoujo da década. A primeira adaptação em anime do mangá Cyborg 009, de Shotaro Ishinomori, foi criado em 1968, após a adaptação cinematográfica dois anos antes. "Attack no.1", de 1969 , o primeiro anime de esportes shoujo, foi um dos primeiros a ter sucesso no horário nobre japonês e também foi popular em toda a Europa, particularmente na Alemanha sob o nome de "Mila Superstar."
O anime de longa duração Sazae-san também começou em 1969 e continua hoje com mais de 7.500 episódios transmitidos. Com uma audiência de 25%, a série ainda é a transmissão de anime mais popular.:725

## Década de 1970
Durante a década de 1970, o mercado cinematográfico japonês encolheu devido à concorrência da televisão. Isso reduziu a equipe de animação da Toei e muitos animadores foram para estúdios como A Pro e Telecom. Com a falência da Mushi Production (embora o estúdio tenha sido reaberto quatro anos depois), seus ex-funcionários fundaram estúdios como Madhouse e Sunrise. Muitos jovens animadores foram empurrados para o cargo de diretor, e a injeção de jovens talentos permitiu uma ampla variedade de experimentações. Uma das primeiras produções televisivas de sucesso no início dos anos 1970 foi Ashita no Joe (1970), um anime de boxe que se tornou icônico no Japão. O ano de 1971 viu a primeira adaptação para anime de Lupin III. Ao contrário da popularidade atual da franquia, a primeira série durou 23 episódios antes de ser cancelada. A segunda série (começando em 1977) teve um sucesso consideravelmente maior, abrangendo 155 episódios ao longo de três anos.
Outro exemplo dessa experimentação é Heidi, de 1974, por Isao Takahata. Este programa foi originalmente difícil de vender porque era um drama realista simples voltado para crianças, e a maioria das redes de TV achava que as crianças precisavam de algo mais fantástico para atraí-las. Heidi foi um sucesso internacional, popular em muitos países europeus e tão bem-sucedido no Japão que permitiu que Hayao Miyazaki e Takahata iniciassem uma série de anime de base literária (World Masterpiece Theater). Miyazaki e Takahata deixaram a Nippon Animation no final dos anos 1970. Duas das produções aclamadas pela crítica de Miyazaki durante a década de 1970 foram Mirai Shōnen Conan (1978) e O Castelo de Cagliostro (1979).
Durante este período, a animação japonesa atingiu a Europa continental com produções destinadas a crianças europeias e japonesas, sendo os exemplos mais pronunciados a já mencionada Heidi, mas também Barbapapa e Vickie, o Viking. Itália, Espanha e França aumentaram o interesse na produção do Japão, que foi oferecida por um preço baixo. Na década de 1970, animações japonesas censuradas foram exibidas na televisão americana. Um exemplo dessa censura foram os personagens transgêneros em Gatchaman ("Batalha dos Planetas").
Outro gênero conhecido como mecha surgiu nessa época. Alguns dos primeiros trabalhos incluem Mazinger Z (1972–1974), Kagaku Ninja-tai Gatchaman (1972–1974), Space Battleship Yamato (1974–75) e Mobile Suit Gundam (1979–80).
Em contraste com os programas de ação, programas para o público feminino, como Candy Candy e Versailles no Bara, ganharam grande popularidade na televisão japonesa e, posteriormente, em outras partes do mundo.
Em 1978, mais de cinquenta programas foram ao ar na televisão.

## Década de 1980
Na década de 1980, o anime começou a passar por uma "renovação da qualidade visual" graças a novos diretores como Hayao Miyazaki, que fundou o Studio Ghibli em 1985, Isao Takahata e Katsuhiro Otomo. O anime começou a lidar com histórias mais sutis e complexas, enquanto Boy's Love continuou a impactar as normas culturais, criando raízes em toda a Ásia Oriental, já que países como Coreia do Sul, Tailândia e China ingeriram essas exportações da cultura pop japonesa.:3 A mudança para as óperas espaciais tornou-se mais pronunciada com o sucesso comercial de Star Wars (1977). Isso permitiu que a ópera espacial Space Battleship Yamato (1974) fosse revivida como um longa-metragem. Mobile Suit Gundam (1979) também fez sucesso e reviveu como um filme teatral em 1982. O sucesso dos filmes de Yamato e Gundam é visto como o início do boom do anime da década de 1980, e da segunda era dourada do cinema japonês.
Uma subcultura no Japão, cujos membros mais tarde se autodenominavam otaku, começou a se desenvolver em torno de revistas de animação como Animage e Newtype. Essas revistas se formaram em resposta ao fandom avassalador que se desenvolveu em torno de programas como Yamato e Gundam no final dos anos 1970 e início dos anos 1980.
Gatchaman foi retrabalhado e editado em Battle of the Planets em 1978 e novamente como G-Force em 1986. Space Battleship Yamato foi retrabalhado e editado em Star Blazers em 1979. A série Macross começou com Guerra das Galáxias (1982), que foi adaptado para o inglês como o primeiro arco de Robotech (1985), que foi criado a partir de três títulos de anime separados: The Super Dimension Fortress Macross, Super Dimension Cavalry Southern Cross e Genesis Climber Mospeada. A sequência de Mobile Suit Gundam, Mobile Suit Zeta Gundam (1985), tornou-se a ópera espacial de robôs reais de maior sucesso no Japão, onde conseguiu uma classificação média de televisão de 6,6% e um pico de 11,7%.
A subcultura otaku tornou-se mais pronunciada com a adaptação de Mamoru Oshii do popular mangá de Rumiko Takahashi, Urusei Yatsura (1981). Yatsura fez de Takahashi um nome familiar e Oshii rompeu com a cultura dos fãs e adotou uma abordagem mais autoritária com seu filme Urusei Yatsura 2: Beautiful Dreamer, de 1984. Essa ruptura com a subcultura otaku permitiria que Oshii experimentasse ainda mais.
A subcultura otaku teve algum efeito sobre as pessoas que estavam entrando na indústria nessa época. A mais famosa dessas pessoas foi o grupo de produção amador Daicon Films, que se tornaria Gainax. A Gainax começou fazendo filmes para as convenções de ficção científica da Daicon e eram tão populares na comunidade otaku que tiveram a chance de dirigir o filme de anime de maior orçamento (na época), Ōritsu Uchūgun: Oneamisu no Tsubasa (1987).
Um dos animes mais influentes de todos os tempos, Nausicaä do Vale do Vento (1984), foi feito nesse período. O filme deu um prestígio extra ao anime permitindo que muitos projetos experimentais e ambiciosos fossem financiados logo após seu lançamento. Também permitiu que o diretor Hayao Miyazaki e seu colega de longa data Isao Takahata criassem seu próprio estúdio sob a supervisão do ex-editor do Animage, Toshio Suzuki. Este estúdio ficaria conhecido como Studio Ghibli e seu primeiro filme foi O Castelo no Céu (1986), um dos filmes mais ambiciosos de Miyazaki.
O sucesso de Dragon Ball (1986) introduziu o gênero de artes marciais e tornou-se incrivelmente influente na indústria de animação japonesa. Influenciou muitos outros animes de artes marciais e séries de mangá, incluindo Hajime no Ippo (1989), Baki the Grappler (1991), Naruto (2002) e The God of High School (2020).
A década de 1980 trouxe o anime para o mercado de vídeo doméstico na forma de animação de vídeo original (OVA), já que os programas estavam mudando de foco em super-heróis para robôs e óperas espaciais, com a animação de vídeo original (OVA ou OAV) chegando ao mercado em 1984, com uma extração da duração. Os vídeos caseiros abriram as comportas, apresentando os espectadores, especialmente os ocidentais, aos filmes de anime. Embora o anime tenha sido amplamente distribuído através da pirataria internacional nas décadas de 1980 e 1990, antes dos dias da pirataria virtual, continuou a sobreviver. O anime se recuperou nos EUA, tornando-se mais uma das exportações de televisão do Japão à medida que o país se tornava a "principal autoridade mundial" em entretenimento.:19–20 O primeiro OVA foi Dallos, de Mamoru Oshii (1983–1984). Programas como Patlabor tiveram seu início nesse mercado e provou ser uma maneira de testar animações menos comercializáveis contra o público. O OVA permitiu o lançamento de animes pornográficos como Cream Lemon (1984); o primeiro OVA hentai foi na verdade o pouco conhecido Lolita Anime, do estúdio Wonder Kids, também lançado em 1984.
A década de 1980 também viu a fusão de anime com jogos eletrônicos. A exibição de Red Photon Zillion (1987) e o lançamento subsequente de seu jogo complementar, é considerada uma jogada de marketing da Sega para promover as vendas de seu recém-lançado Master System no Japão.
O anime de esportes, como agora é conhecido, estreou em 1983 com uma adaptação em anime do mangá de futebol de Yoichi Takahashi, Captain Tsubasa, que se tornou o primeiro anime de esportes de sucesso mundial. Seus temas e histórias eram uma fórmula que seria usada em muitas séries esportivas que se seguiram, como Slam Dunk, The Prince of Tennis e Eyeshield 21.
O final da década de 1980 viu um número crescente de filmes experimentais e de alto orçamento. Em 1985, Toshio Suzuki ajudou a reunir fundos para o filme experimental de Oshii, Tenshi no Tamago (1985). Os lançamentos nos cinemas tornaram-se mais ambiciosos, cada filme tentando superar ou gastar mais do que seus antecessores, seguindo dicas do sucesso popular e crítico de Nausicaä. Ginga Tetsudō no Yoru (1985), Genji Monogatari (1986) e Hotaru no Haka (1988) foram todos filmes ambiciosos baseados em importantes obras literárias no Japão. Filmes como Char's Counterattack (1988) e Arion (1986) foram espetáculos com orçamentos generosos. Este período de orçamento e experimentação generosos atingiria seu apogeu com duas das produções de filmes de anime mais caras de todos os tempos: Ōritsu Uchūgun: Oneamisu no Tsubasa (1987) e Akira (1988). Majo no Takkyūbin (1989), do Studio Ghibli, foi o filme de maior bilheteria de 1989, arrecadando mais de quarenta milhões de dólares nas bilheterias
Apesar do fracasso comercial de Akira no Japão, trouxe consigo uma base de fãs internacionais muito maior para anime. Quando exibido no exterior, o filme se tornou um sucesso cult e, eventualmente, um símbolo do meio para o Ocidente. O fracasso doméstico e o sucesso internacional de Akira, combinados com o estouro da bolha econômica e a morte de Osamu Tezuka em 1989, marcaram o fim da era do anime nos anos 80.

## Década de 2020
A popularidade internacional e a demanda de anime aumentaram muito durante a década devido à pandemia de COVID-19 e à disponibilidade amplamente aumentada do meio em serviços de streaming.
Kimetsu no Yaiba: Mugen Ressha-hen se tornou o  filme japonês de maior bilheteria e o filme de maior bilheteria do mundo em 2020. Também se tornou o filme de maior bilheteria do cinema japonês, porque em dez dias arrecadou dez bilhões de ienes. Bateu o recorde anterior de A Viagem de Chihiro, que durou 25 dias.
Em 2021, as adaptações para anime de Jujutsu Kaisen, Kimetsu no Yaiba e Tokyo Revengers estiveram entre os dez programas de TV mais discutidos mundialmente no Twitter.
Em 2022, Shingeki no Kyojin ganhou o prêmio de "Série de TV mais solicitada do mundo 2021" no The Global TV Demand Awards. Attack on Titan tornou-se a primeira série em língua não inglesa a ganhar o título de programa de TV mais solicitado do mundo, anteriormente detido apenas por The Walking Dead e Game of Thrones.

## História dos animes no Brasil

### Início
No Brasil, os animes chegaram nos anos 60 e é difícil precisar qual foi o primeiro a ser exibido. Na leva inicial vieram Homem de Aço, Oitavo Homem, Ás do Espaço, Zoran, O Garoto do Espaço, e outros. Porém, o marco inicial, segundo estudiosos, é a exibição de National Kid em 1964. Logo depois, vieram: A Princesa e o Cavaleiro, Speed Racer, Super Dínamo, Sawamu, o demolidor, Zillion, O Menino Biônico, Capitão Harlock e a Nave Arcádia, Honey Honey e As Aventuras do Pequeno Príncipe. Contudo, eles ainda mantinham um público muito restrito e sem grande impacto. Segundo o site G1, desde então "talvez nenhum outro país tenha exibido mais produções japonesas do que o Brasil." Conforme a revista Animax Magazine, parece que estas produções chegaram aqui por acaso, pois foram oferecidas a baixo custo, tiveram uma dublagem razoável e colocadas como simples complemento da programação infantil de várias emissoras. Mas para surpresa de todos, tiveram grande audiência e foram sendo exibidas e reexibidas várias vezes, até que o então Ministro da Justiça da Ditadura Militar, Alfredo Buzaid, censurou todas as séries que tinham super-heróis voadores, através do decreto-lei 1077 de 26 de janeiro de 1970.
Na década de 80, a extinta TV Manchete foi a primeira emissora de televisão aberta do país a realmente investir pesado na exibição de desenhos animados no Brasil. Dos animes, ela levou ao ar Patrulha Estelar, Don Drácula, e O Pirata do Espaço, dentro do Clube da Criança.
É nesta época que acontece o primeiro grande evento para fãs de animes e mangás no Brasil totalmente organizado por brasileiros. O primeiro grande evento aconteceu de 02 a 31 de julho de 1988, no SESC Pompeia-SP, feito para comemorar a fundação da a ORCADE – ORganização Cultural de Animação e Desenho. Neste primeiro evento para fãs (na época, a palavra “otaku” ainda não era conhecida no país), aconteceram dezenas de exibições de anime e séries live-actions japonesas, com destaque para National Kid.
Da metade para o fim dos anos 80, as emissoras investiram mais em séries live action, como Jaspion, Jiraya e companhia. Neste período, que se estendeu até 1994, a animação japonesa se tornou escassa e pouco notada por aqui. Os animes que se destacaram nesta época foram As Aventuras de Peter Pan, Guzula, Honey Honey, Robotech, Transformers, o Filme, Akira, e Zillion, sendo estes 2 últimos os únicos grandes destaques da animação japonesa até o início de 1994. O anime Doraemon, grande sucesso no Japão, foi exibido na TV Manchete em 1992, com o nome de Doraemon: O Super Gato. Mas sem grande repercussão, ao contrário de seu país de origem.
Segundo o site Observatório da Imprensa, pode-se dizer que este tipo de produção sofreu total descaso das emissoras do país nesta época porque foram incapazes de compatibilizar seu formato (de histórias longas, quase como novelas). Por isso, os canais exibiam episódios fora de ordem e muitas vezes nem sequer mostravam o final.

### O primeiro "boom" dos animes no país
O primeiro grande "boom" dos animes no país começou em 1994, com Os Cavaleiros do Zodíaco. O acordo de exibição era simples: a empresa forneceria 52 episódios de um desenho japonês que havia feito sucesso no Japão no meio da década de 1980 e estava ganhando fãs na Europa. Em troca, a Rede Manchete ofereceria espaços publicitários para a exibição de propagandas dos brinquedos relacionados à série. Porém, tão logo estreou, o sucesso foi tão grande que a emissora foi obrigada a comprar os direitos da obra. Os Cavaleiros do Zodíaco foi responsável não só por elevar a audiência da emissora, como foram também os responsáveis por outro meio midiático que conquistou crianças, adolescentes, jovens e alguns adultos, as revistas voltadas para a divulgação de animês, cinema, HQ, mangás entre outros produtos direcionados ao mundo dos heróis. Durante os dois primeiros anos de exibição manteve uma audiência média na casa dos 8 pontos, garantindo o segundo lugar isolado de audiência nas suas duas exibições diárias, sendo, assim, o responsável pela repopularização da grade da emissora.
Com isso, a série virou referência, foi reprisada muitas vezes, rendeu muito merchandising e fez outras emissoras apostar em animes. Milhares de bonecos, máscaras, roupas, CDs, publicações, fitas de vídeo, importações e até produtos pirata dos Cavaleiros foram vendidos. Além disso, aproveitando esta febre, houve um aumento espantoso do número de animes produzidos para cinema e vídeo exibidos no país. Em julho de 1995, por exemplo, o mais longo dentre os quatro filmes da série, A Batalha de Abel, foi exibido em mais de 200 salas em todo o país.
Porém, "traumatizados" com a violência do anime, um grupo de pais e psicólogos ameaçaram acionar o Ministério da Justiça para boicotar a exibição do seriado no Brasil. Foi criada uma portaria que exigia que as emissoras cortassem cenas muito violentas e sensuais dos animes, além de terem que colocar a "classificação indicativa". Por conta disso, animes e filmes assim só poderiam passar na íntegra, após 8 ou 9 da noite.
Mesmo com este imbróglio, de 1995 até 1999, a TV Manchete exibiu Super Campeões, Shurato, Sailor Moon, Samurai Warriors e Yu Yu Hakusho. Destes, apenas o último conseguiu manter a audiência. Apesar de ser um sucesso de audiência, figurando entre os 5 programas mais assistidos da TV Manchete, o anime fracassou na área comercial. E isso acabaria ajudando na falência do canal.
As outras emissoras abertas do país também buscaram a sua fatia nesse mercado das produções japonesas. A Rede Bandeirantes exibiu diversos títulos importantes ao longo da década de 1990, especialmente no campo dos tokusatsus. Sobre os animes, obteve destaque para a exibição do filme Akira. O canal SBT também foi responsável por alguns títulos importantes, dentre os quais destacam-se Guerreiras Mágicas de Rayearth, Street Fighter II V, Fly o Pequeno Guerreiro, Dragon Ball e Astro Boy.
O fracasso comercial de Yu Yu Hakusho no Brasil - apesar das boas audiências - marcou o fim do primeiro boom de animes no Brasil. A partir de então investimentos em animes passaram a ser muito bem planejados pra não amargar prejuízos do mesmo porte. A partir de então, a Rede Manchete, para reduzir custos passou a comprar apenas OVAs de animes, que passariam a integrar o bloco U.S. Manga. Entre os títulos mais destacados estavam Art of Fighting, Detonator Orgun, Gall Force e Iczer 3.
Em 1999, o fim da Rede Manchete tendeu a se agravar ainda mais o mercado de animes no país. Porém, no final de 1999 um novo fôlego seria dado ao mercado de animes no Brasil graças a três novos fenômenos comerciais: Pokémon, Dragon Ball Z e Digimon.

### O segundo "boom" dos animes no país
Em 1999, Pokémon chegou nas telas brasileiras através da Rede Record, inaugurando todo um gênero e uma gama de imitadores e derivados. Sucesso de vendas, com dezenas de produtos licenciados, a série animada fez tanto sucesso que a então grande concorrente da Record, a Rede Globo, se viu forçada a buscar uma obra que pudesse competir com o sucesso de Pokémon. Chegava ao Brasil, assim, Digimon, anunciado pela própria Globo como uma obra similar a Pokémon. Além de Digimon, a Globo exibiu dentro da extinta TV Globinho, Yu-Gi-Oh!, Beyblade e Dragon Ball Z, que antes havia sido exibido pelo SBT e pela Rede Bandeirantes.
No dia 14 de agosto de 2000 a Bandeirantes colocou no ar o programa Band Kids, que exibia Dragon Ball Z, Bucky, Tenchi Muyo e El-Hazard (além de Cadillacs e Dinossauros, Os Seis Biônicos, Dragões Alados e O Mago, desenhos americanos que completavam a programação). Por cerca de 4 anos, ele foi o principal programa de animes na TV aberta, sendo assistido por milhares de assinantes de TV paga, sendo marcante a reexibição da saga de Freeza, considerada por muitos como a melhor de Dragon Ball Z.

### Inicio do século XXI e a decadência na TV aberta
No início de 2001, os animes, assim como a programação infanto-juvenil em geral, começaram a perder força e audiência no Brasil. Os principais motivos para isso foram o fato de os animes serem muitos censurados e passados sem a cronologia correta e completa (a "classificação indicativa" restringiu o número de animações que são viáveis a TV sem que as emissoras precisem mexer em seu conteúdo), além do avanço da internet, que facilitou para assisti-los em qualquer horário e lugar.
Por conta disso, na TV aberta, poucos animes nesses últimos 14 anos fizeram algum sucesso. Entre os que fizeram, incluem Hamtaro, Cardcaptor Sakura, Bucky, Tenchi Muyo, Yu-Gi-Oh, Hunter × Hunter, Fullmetal Alchemist, Zatch Bell!, Naruto, One Piece, Super Onze e Monster Rancher.
O público de classe média passa então a assisti-los via canais pagos, como Locomotion, Nickelodeon, Cartoon Network e Fox Kids, ou até pela internet. Desde então, os animes movimentam e sustentam um circuito informal de produção, circulação e consumo, engendrado pelos próprios fãs na internet.
Com a "decadência" dos animes, outros mercados emergiram. Em 2001, houve o estouro dos mangás no país, com o lançamento de Dragon Ball e Os Cavaleiros do Zodíaco (que passou a ser re-exibido desde 2004 em TV aberta no país, com nova dublagem, pela Band, e já era o programa mais visto da emissora) - dois sucessos na televisão, mas, até então, inéditos nas bancas. Atualmente, as principais editoras de mangás no país lançam juntas, em média, 25 títulos regulares por mês. Em 2004, mangás criados por autores brasileiros começaram a ser comercializados, com destaque para Mangá Tropical.
A Conrad começou a publicar mangás no Brasil em 1999, com o título Gen Pés Descalços, logo depois publicou os dois mangás de maior sucesso até hoje: Dragon Ball e Cavaleiros do Zodíaco. Dragon Ball Z ganhou um prêmio da distribuidora Dinap reconhecendo que o mangá ultrapassara as 100.000 cópias vendidas.
Em 2003, a PlayArte introduziu um novo mercado no Brasil. A de comercialização de DVDs de animes no Brasil, investindo inicialmente em Os Cavaleiros do Zodíaco. E o sucesso foi instantâneo, tanto que terminou o ano como a quinta caixa mais vendida no site Submarino.
Foi em 2003 também que ocorreu a primeira edição daquele que se tornaria o maior evento de anime da América Latina, o Anime Friends. O Prêmio Yamato, também foi criado no mesmo ano.